# Języki gogodalskie
Języki gogodalskie – podgrupa języków gogodala-suki z rodziny języków transnowogwinejskich. Języki te są używane przez ponad 22,5 tys. osób w Prowincji Zachodniej w Papui-Nowej Gwinei. Grupa obejmuje trzy języki: ari, gogodala i waruna.